# Calumma
Calumma (лат.) — род ящериц из семейства хамелеонов. Обитают на Мадагаскаре.

## Внешний вид и строение
Общая длина представителей этого рода колеблется от 6 до 40 см. Они похожи на хамелеонов рода Furcifer. От последних отличается формой и размером затылочного гребня. Calumma имеют большую и широкую голову. Затылочный гребень у самцов развит значительно больше, чем у самок. Туловище сжато с боков, позвоночник сильно изогнут. Хвост тонкий, длинный и цепкий. Конечности хорошо развиты. Окраска очень изменчива. Преобладают зелёные и оливковые цвета с различными оттенками, встречают коричневатые особи.

## Образ жизни
Любят горные влажные тропические леса. Встречаются до высоты 1900 м. Активны днём. Питаются насекомыми.
Это яйцекладущие ящерицы. Самки откладывают от 5 до 40 яиц.

## Распространение
Являются эндемиками Мадагаскара.

## Виды
По состоянию на 2019 год род включает 38 видов:
- Calumma amber Raxworthy & Nussbaum, 2006
- Calumma ambreense (Ramanantsoa, 1974)
- Calumma andringitraense (Brygoo, C. Blanc & Domergue, 1972)
- Calumma boettgeri (Boulenger, 1888)
- Calumma brevicorne (Günther, 1879)
- Calumma capuroni (Brygoo, C. Blanc & Domergue, 1972)
- Calumma crypticum Raxworthy & Nussbaum, 2006
- Calumma cucullatum (Gray, 1831)
- Calumma fallax (Mocquard, 1900)
- Calumma furcifer (Vaillant & Grandidier, 1880)
- Calumma gallus (Günther, 1877)
- Calumma gastrotaenia (Boulenger, 1888)
- Calumma gehringi
- Calumma glawi Böhme, 1997
- Calumma globifer (Günther, 1879)
- Calumma guibei (Hillenius, 1959)
- Calumma guillaumeti (Brygoo, Blanc & Domergue, 1974)
- Calumma hafahafa Raxworthy & Nussbaum, 2006
- Calumma hilleniusi (Brygoo, C. Blanc & Domergue, 1973)
- Calumma jejy Raxworthy & Nussbaum, 2006
- Calumma juliae
- Calumma lefona
- Calumma linotum
- Calumma malthe (Günther, 1879)
- Calumma marojezense (Brygoo, C. Blanc & Domergue, 1970)
- Calumma nasutum (A.M.C. Duméril & Bibron, 1836)
- Calumma oshaughnessyi (Günther, 1881)
- Calumma parsonii (Cuvier, 1824)
- Calumma peltierorum Raxworthy & Nussbaum, 2006
- Calumma peyrierasi (Brygoo, C. Blanc & Domergue, 1974)
- Calumma roaloko
- Calumma tarzan Gehring et al., 2010
- Calumma tsaratananense (Brygoo & Domergue, 1967)
- Calumma tsycorne Raxworthy & Nussbaum, 2006
- Calumma uetzi
- Calumma vatosoa Andreone et al., 2001
- Calumma vencesi Andreone et al., 2001
- Calumma vohibola Gehring et al., 2011